# Napothera brevicaudata
Napothera brevicaudata е вид птица от семейство Pellorneidae.

## Разпространение
Видът е разпространен във Виетнам, Индия, Камбоджа, Китай, Лаос, Малайзия, Мианмар и Тайланд.